# Мобілізація в Росії (з 2022)
У Міжнародний день миру, 21 вересня 2022 року, під час російського вторгнення в Україну і незабаром після поразки армії Росії під Харковом, президент Росії Путін оголосив «часткову мобілізацію» в Росії, підписавши указ № 647.
Вранці 21 вересня Путін у телезверненні до росіян оголосив про «часткову» мобілізацію в Росії, що почалася того ж дня. Путін обіцяв підтримку РФ нелегітимних «референдумів» на тимчасово окупованих територіях України. Міністр оборони РФ Сергій Шойгу заявив про плани мобілізувати 300 тисяч резервістів.

## Передумови
За даними видання The Moscow Times, із початку російського вторгнення в Україну 2022 року російська влада 15 разів відкидала можливість мобілізації. За тиждень до оголошення мобілізації було три заяви російської влади про те що мобілізації не буде.

### 2022
Російські резервісти у квітні 2022 року почали отримувати повістки про виклик до військових комісаріатів. Повістки, які довірили вручити двірникам, були складені неправильно — у них не була вказана мета виклику. Імовірно, метою було запрошення чоловіків до військкомату для укладення контракту на перебування в мобілізаційному резерві.
28 травня 2022 року набули чинності зміни до російського закону «Про військовий обов'язок і військову службу» (рос. О воинской обязанности и военной службе), якими виключено вікове обмеження для охочих укласти перший контракт.
Завдяки прихованій мобілізації Росія до серпня 2022 року змогла сформувати 3-й армійський корпус, який був головним резервом російської армії.
18 жовтня в Москві було достроково зупинено мобілізацію через антипутінські настрої.
31 жовтня МО РФ оголосило про припинення вручення повісток, при цьому указу про завершення мобілізації не було.

### 2023
За даними керівника ГУР МО України Кирила Буданова, станом на квітень, Росія в середньому мобілізувала 20 тисяч людей на місяць, при цьому з офіційно призваних близько 120 тисяч не було перекинуто до України.
Восени, під час нової хвилі мобілізації, Росія запланувала мобілізувати 400—700 тис. солдатів, включно з Чечнею та тимчасово окупованими територіями України.
У грудні стало відомо, що рф намагалася мобілізувати якомога більше удмуртів. 7 грудня глава Удмуртської республіки Олександр Бречалов оголосив, що в регіоні формували 4 нові з'єднання: зенітно-ракетний батальйон «Євгеній Драгунов», зенітно-ракетний дивізіон «Чепца», мотобатальйон «Вармун» і десантно-штурмовий дивізіон (ВДВ) «Кама».

### Втрати Росії у війні з Україною
Міністр оборони Росії Шойгу після звернення Путіна заявив, що кількість загиблих російських військових становить 5937 осіб, 90 % поранених вже повернулися на поле бою. Озвучена Шойгу цифра втрат менша, ніж персоналізована кількість загиблих росіян. Станом на 16 вересня 2022 року BBC встановила особи 6476 загиблих російських військовослужбовців.
BBC зібрала дані про загибель понад тисячі елітних військовослужбовців Росії, у тому числі понад 70 військових пілотів, понад 370 морських піхотинців, сотні десантників і понад 200 солдатів спецпідрозділу ГРУ; майже кожен четвертий з цього числа є офіцером. 21 вересня Генштаб України назвав цифру 55,1 тис. втрат російських військ.

### Вербування ув'язнених
З липня 2022 року низка ЗМІ повідомляла про візити до російських колоній лідера ПВК Вагнера Євгена Пригожина. За їхніми словами, він почав вербувальні поїздки з колоній для колишніх силовиків, а потім перейшов до установ суворого режиму. Пригожин пропонував полоненим брати участь у бойових діях у складі ПВК в обмін на помилування, зняття судимості, російський паспорт і грошові виплати (100 тис. рублів на місяць, 5 млн у разі смерті). Після візиту вербувальників ув'язнені з двох колоній в Тульській і Ярославській областях були позбавлені зв'язку із зовнішнім світом за допомогою послуги «Зонателеком». У вересні з'явилося відео, яке підтверджує вербування ув'язнених особисто Пригожиним, зняте в колонії суворого режиму № 6 в Марій Ел.

## Промова Путіна
О 9:00 за московським часом Путін виступив зі зверненням про «часткову» мобілізацію в Росії. У своєму телезверненні він заявив, що країна перебуває у стані війни з «колективним Заходом», погрожуючи застосувати ядерну зброю. Путін заявив, що призову підлягають «тільки громадяни, які перебувають у запасі», в першу чергу особи, які раніше служили в армії.

## Призовники

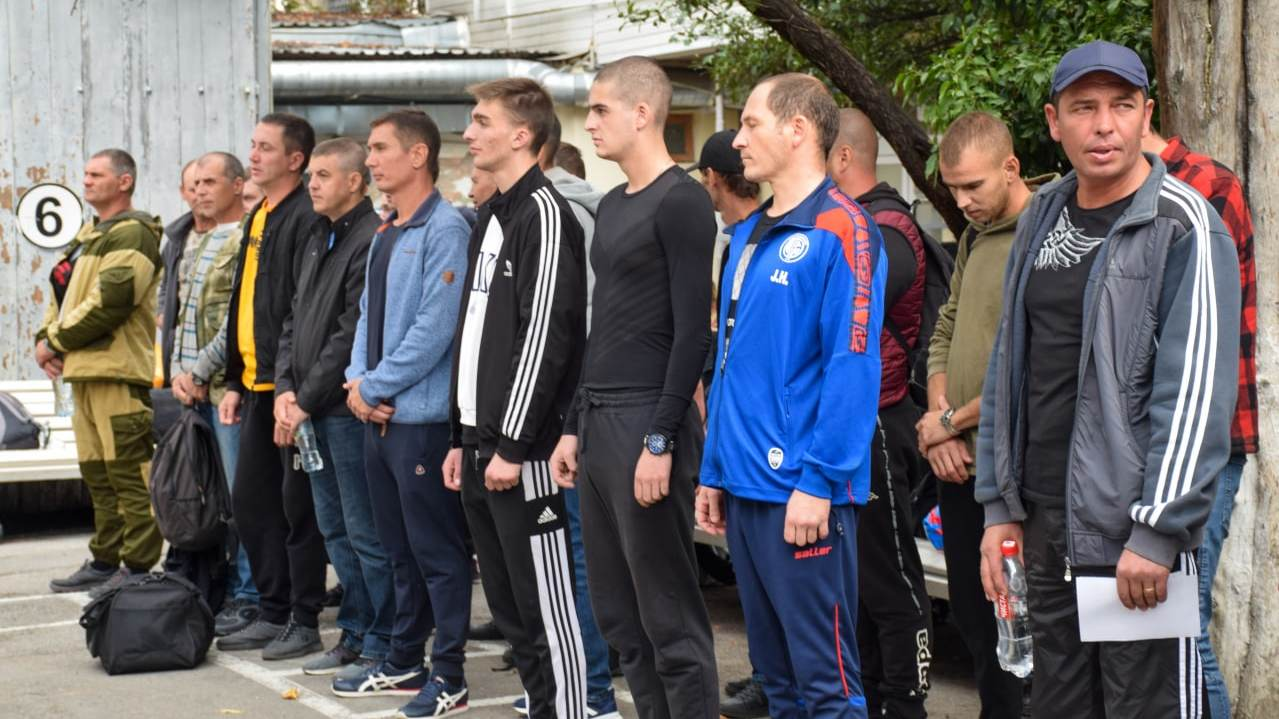
Чоловіки на призовному пункті в окупованій Росією Ялті (АР Крим)

У зверненні Путін заявив, що «призову на військову службу підлягатимуть лише громадяни, які зараз перебувають у запасі та насамперед ті, хто проходив службу в лавах збройних сил, мають певні військово-облікові спеціальності та відповідний досвід». Мобілізувати заплановано 300 тисяч резервістів. Призовники будуть відправлені на підготовку чи перепідготовку, після чого вирушать на війну з Україною.
27 вересня в МВС Північної Осетії заявили про відкриття на прикордонних пунктах мобілізаційних військкоматів для тих росіян, що намагаються покинути територію країни.

## Указ
Указ Путіна від 21.09.2022 № 647 «Про оголошення часткової мобілізації у РФ» опубліковано на сайті pravo.gov.ru 21 вересня 2022 року.

### Особливості
Указ про «часткову» мобілізацію росіян не передбачає, що призову підлягають лише військовослужбовці запасу. В указі наведено підстави для звільнення з військової служби — вік, стан здоров'я, вирок суду про позбавлення волі. Відстрочення від призову надається працівникам військово-промислового комплексу Росії, пункт 7 указу засекречено. Мобілізація у віддалених регіонах РФ проводилася методом облав, практично все чоловіче населення призовного віку насильно доставляють до військкоматів.

### Зміни законодавства РФ у зв'язку з мобілізацією
24 вересня Путін підписав указ про внесення змін в кримінальний кодекс, згідно з якими в статтях щодо обставин, які обтяжують покарання, замінено слова «в умовах збройного конфлікту або воєнних дій» на «у період мобілізації або воєнного стану, у воєнний час або в умовах збройного конфлікту або ведення бойових дій», додано статті про мародерство (до 15 років колонії) та добровільну здачу в полон (до 10 років позбавлення волі, якщо немає ознак державної зради).

### Відтермінування мобілізації
22 грудня 2022 року Глава Російської православної церкви (РПЦ) патріарх Кирило закликає російську владу закріпити законодавчо відстрочку від мобілізації для священників. Він заявив, що святі канони церкви суворо забороняють священнослужителям вступати на військову службу.
«При цьому святі канони церкви суворо забороняють священнослужителям вступати на військову службу», — зазначає патріарх.
За його словами, завдання духовенства не в тому, щоб брати зброю і брати участь у бойових діях. Тому під час часткової мобілізації вдалося домогтися відстрочки від призову для священнослужителів на весь час перебування у священному сані.
«Водночас вважаю важливим, щоб це рішення було закріплено», — зазначив Кирило.

## Реакції

### Росія
Внаслідок оголошення мобілізації в Росії відбулося стрімке падіння російських ринків. Зокрема, максимальне падіння індексу Московської біржі сягнуло 10 %, індекс РТС знизився на 10,29 %. Окрім того, відбулося падіння курсу російського рубля.
Росіяни розкупили квитки до країн, де не потрібні візи. Також призовники почали масово їхати до Фінляндії. 26 вересня Тюменський аеропорт заборонив вильоти росіянам, які отримали повістку. З початку мобілізації, станом на 4 жовтня, Росію покинуло від 600 тис. до 1 млн людей.

#### Протести
Мобілізація викликала невдоволення та певні протестні настрої. Молодіжний рух «Весна» закликав до всеросійської акції протесту проти мобілізації. Акцію під назвою «Ні могилізації» (рос. Нет могилизации) відбулася увечері 21 вересня. Було затримано понад 1300 учасників протестів.
Протягом кількох днів було підпалено кілька військкоматів, адміністративних будівель, почалися протести. В Усть-Ілімську хлопець кілька разів вистрелив у керівника призовної комісії.
У Дагестані тривали протести, поліціянти застосовували електрошокери, перцевий газ, стріляли в повітря. Було затримано близько 70 осіб. 26 вересня в Махачкалі сталася масова бійка.

### Україна
Українська влада заявила, що примусово мобілізовані та заслані в Україну росіяни можуть здатися. За словами віцепрем'єр-міністра — міністра з питань реінтеграції тимчасово окупованих територій України Ірини Верещук, тим росіянам, хто здасться, буде гарантована безпека.
Секретар РНБО Олексій Данілов назвав рішення про мобілізацію «комплексною програмою утилізації росіян».

### Міжнародна спільнота
Посол США в Україні Бріджит Брінк зазначила, що «фальшиві референдуми та мобілізація є ознаками слабкості, провалу Росії».
Держсекретар з питань оборони Великої Британії Бен Воллес заявив, що мобілізація є свідченням поразки Росії:
|                                | Порушення президентом Путіним власних обіцянок не мобілізувати частину населення та незаконна анексія частини України є визнанням того, що його вторгнення провалюється. Він і його міністр оборони відправили на смерть десятки тисяч своїх громадян, погано оснащених і погано керованих. Жодні погрози та пропаганда не можуть приховати той факт, що Україна перемагає у цій війні, міжнародна спільнота є єдиною, а Росія стає глобальною парією |
| — Бен Воллес, 21 вересня 2022, | |

### Естонія
Прем'єр Естонії Кая Каллас повідомила, що країна не надаватиме притулку росіянам, що тікають від мобілізації.

### Грузія
Грузія перевела пункт пропуску «Верхній Ларс» на особливий режим, а з російського боку з'явився БТР із військовими, які розгорнули блокпост. Згодом Грузія дозволила росіянам переходити кордон у пункті пропуску «Верхній Ларс» пішки, хоча цей перехід не пристосований для пішого переходу.